# Nippononeta projecta
Nippononeta projecta är en spindelart som först beskrevs av Ryoji Oi 1960.  Nippononeta projecta ingår i släktet Nippononeta och familjen täckvävarspindlar. Inga underarter finns listade i Catalogue of Life.